# هنری کامرون (بازیکن فوتبال)
هنری کامرون (انگلیسی: Henry Cameron؛ زادهٔ ۲۸ ژوئن ۱۹۹۷) بازیکن فوتبال اهل بریتانیا است.
از باشگاه‌هایی که در آن بازی کرده‌است می‌توان به باشگاه فوتبال بلکپول اشاره کرد.
وی همچنین در تیم‌های ملی فوتبال New Zealand national under-20 football team و نیوزیلند بازی کرده‌است.